# Georges de Wilde
Georges Frédéric de Wilde, född 25 november 1900 i Paris, död där 6 februari 1996, var en fransk hastighetsåkare på skridskor. Han deltog i olympiska vinterspelen i Chamonix 1924. Hans placeringar var artonde på 1 500 meter, nittonde på 5 000 meter och tjugoetta på 500 meter.